# Fredy Hirsch
Pour les articles homonymes, voir Hirsch.
Alfred « Fredy » Hirsch, né le 11 février 1916 à Aix-la-Chapelle et mort le 8 mars 1944 à Auschwitz, est un enseignant et un sportif allemand.

## Biographie
Juif et ouvertement homosexuel, il est remarquable pour avoir aidé des milliers d'enfants juifs pendant l'occupation allemande de la Tchécoslovaquie à Prague, puis dans le ghetto de Theresienstadt et ensuite dans le camp de concentration d'Auschwitz. Il a eu plusieurs occasions de quitter l'Europe occupée mais n'a pas abandonné les enfants.
Après avoir été informé par Rudolf Vrba (juif résistant) du sort qui attendait son convoi (constitué de juifs tchèques, dont de nombreux enfants, déportés de Theresienstadt), il semblerait qu'il se soit suicidé en absorbant des barbituriques dans la pièce qu'occupait Rudolf Vrba dans le secteur BIIb d'Auschwitz. Ce dernier venait de lui proposer d'être le meneur d'une révolte avant que les SS ne gazent son transport tout en lui précisant qu'il n'y avait aucune chance que quelque enfant ne survive. Le corps de Fredy Hirsch fut brûlé au crématorium de Birkenau avec les 3 792 membres de son transport,.

## Postérité

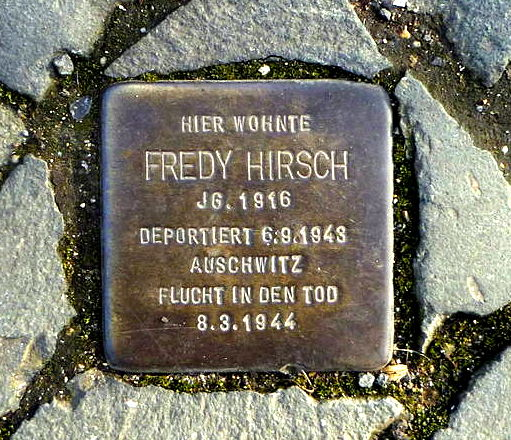
Stolperstein consacrée à Fredy Hirsch près de sa maison d'enfance à Aix-la-Chapelle.

Hirsch a fait l'objet du documentaire Heaven in Auschwitz (2016), qui présentait les récits de treize survivants des camps de concentration de Theresienstadt et d'Auschwitz. Son histoire est également en partie relatée dans le documentaire Shoah (1985) de Claude Lanzmann.
L'auteur espagnol Antonio Iturbe évoque Fredy Hirsch dans son roman La Bibliothécaire d'Auschwitz (La Bibliotecaria de Auschwitz), inspiré de la vie de Dita Kraus, publié à l'origine en 2012 et traduit en français en 2020,.